# Raj Reddy
Dabbala Rajagopal « Raj » Reddy, est un chercheur en informatique indien, spécialisé en intelligence artificielle. Il a reçu le prix Turing en 1994, avec Edward Feigenbaum, « pour leurs travaux de pionniers dans les domaines de l'étude et la construction de systèmes d'intelligence artificielle à grande échelle, démontrant ainsi l'importance pratique et le potentiel commercial des technologies de l'intelligence artificielle. »